# Вихо I
Вихо I (на немски: Wiho I, Wicho I; * 772, Фризия, † 20 април 804 или 805, Оснабрюк) е от 803 до 804 г. първият епископ на новооснования през 780 г. диоцез Оснабрюк. След смъртта му Вихо е обявен за Светия.

## Биография
Вихо ходи на училище в Утрехт. Карл Велики го поставя за първия епископ на Оснабрюк. По неговото време като епископ през 804 г. се основава църковно училище, от което по-късно става Gymnasium Carolinum, едно от най-старите училища в Германия. Последван е през 805 г. от Мегинхард († 829).
Чества се на 20 април, в Оснабрюк на 13 февруари.